# Altes Rathaus (Bürstadt)

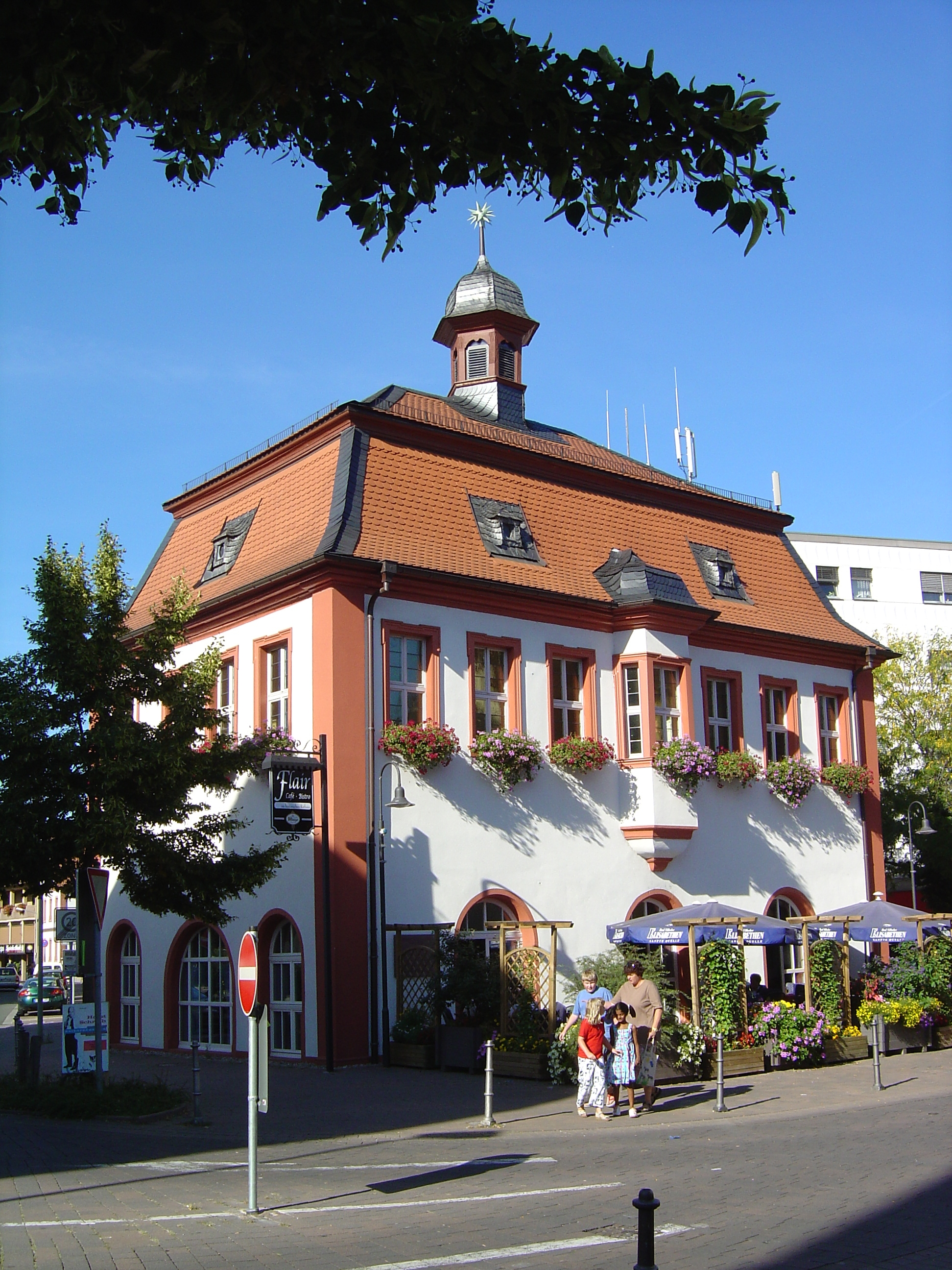
Altes Rathaus in Bürstadt

Das alte Rathaus ist ein denkmalgeschütztes Profangebäude in Bürstadt im Landkreis Bergstraße (Hessen).

## Geschichte und Architektur
Das Gebäude wurde von 1725 bis 1727 mit hohem Mansarddach und einem kleinen Haubendachreiter errichtet. Die ehemals offene Erdgeschosshalle war mit Einfahrten und einem Ladenkern ausgestattet. Am Obergeschoss ist ein zierlicher, in jüngerer Zeit erneuerter Erker angebracht. Die Stuckdecke im Ratssaal mit Bandelwerkformen und dem Kurmainzer Wappen wurde 1728 eingezogen.